# Returnal
Returnal — компьютерная игра в жанре roguelike шутера от третьего лица и психологических ужасов, разработанная финской студией Housemarque и изданная Sony Interactive Entertainment. Вышла 30 апреля 2021 года для игровой приставки PlayStation 5. Релиз игры для Windows состоялся 15 февраля 2023 года.

## Сюжет
Не подчинившись приказу, исследовательница корпорации ASTRA Селена Вассос пытается высадиться на планете Атропос, чтобы исследовать сигнал «Белой тени», который кажется ей знакомым. Прибыв на Атропос, корабль Селены получает серьёзные повреждения, и она вынуждена совершить аварийную посадку. Не имея возможности связаться с ASTRA, Селена исследует планету и испытывает шок, когда натыкается на трупы самой себя. Она узнаёт, что каждый раз, когда она умирает, время как бы возвращается к моменту крушения, отправляя её в исходную точку. Кроме того, планета, кажется, меняется с каждой петлёй, и она также испытывает яркие, но случайные видения.
Решив найти источник Белой Тени, Селена продолжает путь, сражаясь с враждебными инопланетными формами жизни и собирая инопланетные технологии, оставшиеся от развитой, но исчезнувшей инопланетной цивилизации, которая когда-то жила на Атропосе. Преследуя Белую Тень, Селена натыкается на то, что кажется копией дома её детства. Каждый раз, входя в него, она вспоминает старые воспоминания и постоянно сталкивается с астронавтом в старинном скафандре. Селена вспоминает, что её мать, Тея, всегда была слишком занята работой, чтобы проводить время с Селеной, в результате чего Селена стала на неё обижаться. В конце концов, они обе попали в автомобильную аварию, в результате которой Тея стала калекой. Селена также узнаёт, что она использовала инопланетную пушку, чтобы парадоксальным образом сбить свой собственный корабль, в результате чего она оказалась на Атропосе.
В конце концов, Селена выслеживает источник Белой Тени, которая показывает ей новые видения прошлого и будущего, после чего отключается. После этого ASTRA получает её сигнал бедствия и посылает спасательный корабль. Селена возвращается на Землю в качестве героя и в конце концов умирает от старости, но вновь пробуждается на Атропосе, вернувшись к месту крушения. Расстроенная тем, что ей не удалось сбежать с Атропоса, Селена продолжает исследовать планету. В конце концов, поиски приводят её в подводную бездну под поверхностью планеты, где она находит копию старой машины Тейи. С этого момента игра разворачивается в зависимости от того, полностью ли Селена исследовала свой дом и нашла ли ключи от машины.
Если Селена не нашла ключи от машины, она отправляется на дно пропасти, где сталкивается с огромным, похожим на осьминога инопланетным существом. Затем она вспоминает аварию, в которой Тея видит астронавта, стоящего посреди дороги, и сворачивает, чтобы не сбить его, в результате чего машина съезжает с моста и падает в близлежащее озеро. Когда и Тея, и Селена начинают тонуть, зрение Селены затуманивается, что означает, что она возвращается к крушению корабля.
Если Селена нашла ключи от машины, она открывает её и сталкивается с испорченной версией Тейи. Героиня отбивается от Тейи и переносится в прошлое, где выясняется, что она — тот самый астронавт, из-за которого Тейя свернула, чтобы избежать столкновения, что означает, что Селена парадоксальным образом стала причиной аварии, которую она пережила. Затем Селена оказывается под водой и выплывает на поверхность, подразумевая, что она освободилась от петли.

## Геймплей
Returnal — шутер от третьего лица с элементами roguelike. Игрок управляет женщиной — пилотом космического корабля, попавшей на враждебную планету; здесь она застряла во временной петле. После каждой смерти пилот воскресает, но при этом в мире игры что-то меняется.

## Разработка
Студия Housemarque на протяжении своей истории занималась преимущественно созданием аркадных игр, но в 2017 году объявила о намерении переключиться на другие жанры — по мнению руководителей студии, аркады уже не приносили достаточно денег, чтобы окупить разработку. Returnal должна будет использовать новые функции контроллера DualSense и Tempest Engine для поддержки тактильной обратной связи и трёхмерного пространственного звука, чтобы улучшить погружение игрока в игру. Твердотельный накопитель PlayStation 5 должен обеспечить как можно более быстрые загрузки в моменты смерти и воскрешения.

## Выпуск
Returnal была анонсирована на онлайн-презентации Sony PlayStation 5 11 июня 2020 года. Игра будет эксклюзивом PlayStation 5, и не выйдет на PlayStation 4, в отличие от Sackboy: A Big Adventure, Horizon Forbidden West и Spider-Man: Miles Morales. Ожидалось, что она будет выпущена 19 марта 2021 года, но позднее выход был перенесён на 30 апреля 2021 года.

## Оценки прессы и продажи
| Сводный рейтинг       | Сводный рейтинг |
| Агрегатор             | Оценка          |
| --------------------- | --------------- |
| Metacritic            | 86/100          |
| OpenCritic            | 86/100          |
| Иноязычные издания    |                 |
| Издание               | Оценка          |
| Destructoid           | 7,5/10          |
| Famitsu               | 35/40           |
| Game Informer         | 9,5/10          |
| GameSpot              | 9/10            |
| GamesRadar+           | [ 27 ]          |
| IGN                   | 8/10            |
| Jeuxvideo.com         | 16/20           |
| Push Square           | 9/10            |
| VentureBeat           | [ 31 ]          |
| VG247                 | [ 32 ]          |
| Русскоязычные издания |                 |
| Издание               | Оценка          |
| 3DNews                | 9,0/10          |
| PlayGround.ru         | 8,5/10          |
| «Игромания»           | 8/10            |
| «Игры Mail.ru»        | 8,5/10          |
| «НИМ»                 | 8,3/10          |

Игра получила в основном положительные оценки прессы, усреднённая оценка на сайтах Metacritic и OpenCritic составляет 86 баллов из 100.

### Продажи
За первую неделю в Японии было продано 6573 физические копии игры, на той неделе по этому показателю игра заняла 15 место. В Великобритании игра стартовала на второй строчке по количеству проданных физических копий. К 18 июля 2021 года было продано более 560,000 копий игры.

### Награды
| Год  | Награда                         | Категория                                                 | Результат | Прим.                       |
| ---- | ------------------------------- | --------------------------------------------------------- | --------- | --------------------------- |
| 2021 | Hollywood Music in Media Awards | Лучший оригинальный саундтрек - видеоигра                 | Номинация | [ 41 ]                      |
| 2021 | Golden Joystick Awards          | Лучший звук                                               | Номинация | [ 42 ] [ 43 ] [ 44 ] [ 45 ] |
| 2021 | Golden Joystick Awards          | Игра года PlayStation                                     | Номинация | [ 42 ] [ 43 ] [ 44 ] [ 45 ] |
| 2021 | The Game Awards                 | Лучшая постановка                                         | Номинация | [ 46 ] [ 47 ] [ 48 ]        |
| 2021 | The Game Awards                 | Лучший аудиодизайн                                        | Номинация | [ 46 ] [ 47 ] [ 48 ]        |
| 2021 | The Game Awards                 | Лучший экшен                                              | Победа    | [ 46 ] [ 47 ] [ 48 ]        |
| 2022 | Visual Effects Society Awards   | Выдающиеся визуальные эффекты в проекте реального времени | Номинация | [ 49 ]                      |
| 2022 | Game Developers Choice Awards   | Лучший звук                                               | Номинация | [ 50 ] [ 51 ] [ 52 ]        |
| 2022 | Game Developers Choice Awards   | Лучшая технология                                         | Номинация | [ 50 ] [ 51 ] [ 52 ]        |
| 2022 | D.I.C.E. Awards                 | Игра года                                                 | Номинация | [ 53 ]                      |
| 2022 | D.I.C.E. Awards                 | Боевик года                                               | Номинация | [ 53 ]                      |
| 2022 | D.I.C.E. Awards                 | Лучший оригинальный саундтрек                             | Победа    | [ 53 ]                      |
| 2022 | D.I.C.E. Awards                 | Выдающееся достижение в аудиодизайне                      | Победа    | [ 53 ]                      |
| 2022 | D.I.C.E. Awards                 | Выдающееся техническое достижение                         | Номинация | [ 53 ]                      |
| 2022 | British Academy Games Awards    | Игра года                                                 | Победа    | [ 54 ] [ 55 ]               |
| 2022 | British Academy Games Awards    | Приз за художественные достижения                         | Номинация | [ 54 ] [ 55 ]               |
| 2022 | British Academy Games Awards    | Достижение в области аудио                                | Победа    | [ 54 ] [ 55 ]               |
| 2022 | British Academy Games Awards    | Лучший геймдизайн                                         | Номинация | [ 54 ] [ 55 ]               |
| 2022 | British Academy Games Awards    | Лучшая музыка                                             | Победа    | [ 54 ] [ 55 ]               |
| 2022 | British Academy Games Awards    | Лучшее повествование                                      | Номинация | [ 54 ] [ 55 ]               |
| 2022 | British Academy Games Awards    | Лучшая игра по оригинальной франшизе                      | Номинация | [ 54 ] [ 55 ]               |
| 2022 | British Academy Games Awards    | Техническое достижение                                    | Номинация | [ 54 ] [ 55 ]               |
| 2022 | British Academy Games Awards    | Лучшая главная роль (Джейн Перри в роли Селены Вассос)    | Победа    | [ 54 ] [ 55 ]               |